# Большеморецкое сельское поселение
Большеморецкое се́льское поселе́ние — муниципальное образование в Еланском районе Волгоградской области. Административный центр — село Большой Морец.

## История
Большеморецкое сельское поселение образовано 24 декабря 2004 года в соответствии с Законом Волгоградской области № 980-ОД.

## Население
| 2010  | 2012  | 2013  | 2014  | 2015  | 2016  | 2017  |
| ----- | ----- | ----- | ----- | ----- | ----- | ----- |
| 1438  | ↘1419 | ↗1426 | ↘1421 | ↘1408 | ↘1405 | ↘1384 |
| 2018  | 2019  | 2020  | 2021  |       |       |       |
| ↘1372 | ↘1338 | ↘1311 | ↘1291 |       |       |       |

## Состав сельского поселения
| № | Населённый пункт | Тип населённого пункта       | Население |
| - | ---------------- | ---------------------------- | --------- |
| 1 | Большой Морец    | село, административный центр | ↘1291     |